# Vlahoš von Rosret
Vlahoš von Rosret (v anglickém originále Moist von Lipwig) je hlavní postava románu Terryho Pratchetta Zaslaná pošta. Hraje významnou úlohu i v románech Nadělat prachy a Pod parou.
Původně byl Vlahoš von Rosret nesmírně úspěšný podvodník, odsouzený lordem Vetinarim pod falešnou identitou k smrti, nicméně poté, co byla zinscenována jeho poprava (ve skutečnosti pouze předstíraná, Vlahoš ji přežil, o což také šlo), lord Vetinari ho pozval k sobě a nabídl mu místo hlavního poštmistra Ankh-Morporské pošty. Vlahoš von Rosret místo přijal (konečně, neměl jinou možnost, nechtěl-li odejít dveřmi vedoucími do hluboké propasti). Zjistil, že pošta je v žalostném stavu (obývá ji pouze mladší pošťák Grešle a mladík Slavoj, jehož hlavním koníčkem je sbírání špendlíků), nicméně během neuvěřitelně krátké doby ji pozvedl na její dřívější vysokou úroveň. Během toho navázal vztah se slečnou Srdénkovou.
Přibližně v tomto okamžiku končí děj románu Zaslaná pošta a z ostatních údajů není možno rekonstruovat zbytek jeho životopisu.
Vlahoš je mimo děj v Zaslané poště zmiňován také v románu Buch!, nicméně nehraje v něm významnější úlohu. Pokračováním Zaslané pošty je dílo nazvané Nadělat prachy, ve které se Vlahoš stává mincmistrem a záhy též majitelem psa vlastnícího 51% Královské banky, která stojí vedle mincovny. Po svém nástupu ale zjistí, že mincovna pracuje s prodělkem, že hlavní účetní je pravděpodobně upír, že je cosi nepopsatelného v bankovním sklepení (které je samo nepopsatelné). Dokáže postavit Banku a Mincovnu zpět na nohy jako Městskou poštu? Přežije pokusy rodiny dříve vlastnící banku ho zabít? A aby toho nebylo málo, objevuje se jeho starý přítel…